# Realizem (umetnost)
Realizem (izraz izhaja iz latinščine res – stvar, realis – resničen, predmeten) je večpomenski pojem, ki se pojavlja v umetnosti, književnosti, slikarstvu in filozofiji.
Realizem, ki ga včasih v umetnosti imenujejo naturalizem, je na splošno poskus resničnega predstavljanja teme brez izumetničenja in izogibanja umetniškim konvencijam ali neverjetnim, eksotičnim in nadnaravnim elementom. Realizem je v umetnosti prevladoval v mnogih obdobjih in je lahko v veliki meri stvar tehnike in treninga ter izogibanja stilizaciji.
V likovni umetnosti je iluzionistični realizem natančen prikaz življenjskih oblik, perspektive in podrobnosti svetlobe in barve. Toda realistična ali naturalistična umetniška dela so lahko tudi ali namesto iluzionističnega realizma 'realistična' v svoji vsebini in poudarjajo ponižno, grdo ali nečisto. To je značilno za realistično gibanje 19. stoletja, ki se je začelo v Franciji v 1850-ih, po revoluciji 1848  in tudi socialni realizem, regionalizem ali kitchen Sink realizem. Realistični slikarji so zavrnili romantiko, ki je v poznem 18. stoletju prevladala v francoski literaturi in umetnosti.
V drugih umetnostih so se pojavljala različna gibanja, kot so operni slog verismo, literarni realizem, gledališki realizem in italijanska neorealistična kinematografija.

## Likovne umetnosti
Realizem je natančen, podroben in točen prikaz v umetnosti vizualnega videza prizorov in predmetov, tj. naslikano je v fotografski natančnosti. Realizem v tem smislu imenujemo tudi naturalizem, mimesis (v literarni kritiki in filozofiji,) ali iluzionizem. Realistična umetnost je nastajala v mnogih obdobjih in je v veliki meri stvar tehnike in treninga ter izogibanja stilizaciji. V evropskem slikarstvu postane še posebej zaznamovan v staronizozemskem slikarstvu Roberta Campina, Jana van Eycka in drugih umetnikov v 15. stoletju. Vendar se takšen 'realizem' pogosto uporablja za prikazovanje angelov s krili, ki jih umetniki niso videli v resničnem življenju. Prav tako slikarji umetnostnega gibanja realizma 19. stoletja, kot je Gustave Courbet, nikakor niso posebej znani po natančnem upodabljanju vizualnih pojavov. Prav izbira in obravnava teme opredeljuje realizem kot gibanje v slikarstvu, ne pa natančna pozornost do vizualnih pojavov. Drugi izrazi, kot so naturalizem, naturalistični in "veristični", se ne izognejo isti dvoumnosti. 

### Iluzionistični realizem
Razvoj vse bolj natančne predstavitve vizualnih pojavov stvari ima v umetnosti dolgo zgodovino. Vključuje elemente, kot so natančen prikaz anatomije ljudi in živali, perspektive in vplivov na daljavo ter podrobnih vplivov svetlobe in barve. Umetnost mlajšega paleolitika v Evropi je dosegla izjemno stvarne upodobitve živali, staroegipčanska umetnost pa je razvila konvencije, ki vključujejo tako stilizacijo kot idealizacijo, ki je kljub temu omogočila, da so zelo učinkovite in dosledno nastajale zelo učinkovite upodobitve. Splošno je znano, da je starogrška umetnost dosegla velik napredek pri predstavitvi anatomije in je odtlej ostala vpliven model. Nobeno originalno delo na ploščah ali stenah velikih grških slikarjev ni ohranjeno, toda iz literarature in preživelega korpusa izpeljanih del (večinoma grško-rimskih del v mozaiku) je razvidno, da je bil iluzionizem zelo cenjen v slikarstvu. Znana zgodba Plinija starejšega o pticah, ki kljuvajo grozdje, ki jih je naslikal Zeuksid v 5. stoletju pred našim štetjem, je morda legenda, vendar nakazuje težnjo grškega slikarstva. Rimske slike poleg natančnosti v obliki, svetlobi in barvi kažejo neznanstveno, vendar učinkovito znanje o predstavljanju oddaljenih predmetov, manjših od bližjih in predstavljajo pravilne geometrijske oblike, kot sta streha in stene sobe v perspektivi. Ta napredek iluzionističnih učinkov nikakor ni pomenil zavračanja idealizma; kipi grških bogov in junakov poskušajo natančno predstaviti idealizirane in lepe oblike, čeprav so ostala dela, kot so glave grdega Sokrata, smela pasti pod te idealne lepotne standarde. Rimski portretiranci, kadar niso pod prevelikim grškim vplivom, kažejo večjo zavezanost resničnemu prikazu svojih tem.
Umetnost pozne antike je znano zavrnila iluzionizem kot izrazno silo, spremembo, ki je že prišla v čas, ko je krščanstvo začelo vplivati na umetnost elite. Na zahodu se klasični standardi iluzionizma niso spet začeli vse do poznih srednjeveških in zgodnjih renesančnih obdobij, zato so jim pomagali najprej na Nizozemskem v začetku 15. stoletja in okoli 1470-ih v Italiji, z razvojem novih tehnik oljnega slikarstva, ki je omogočilo barvanje zelo subtilnih in natančnih vplivov svetlobe z zelo majhnimi čopiči in več plasti barve in glazure. Znanstvene metode predstavljanja perspektive so bile v Italiji razvite v zgodnjem 15. stoletju in so se postopoma širile po Evropi, natančnost v anatomiji pa je bila ponovno odkrita pod vplivom klasične umetnosti. Tako kot v klasičnih časih je tudi idealizem ostal norma.
Natančna upodobitev krajine v slikarstvu se je razvijala tudi v staronizozemski / zgodnji severni renesansi in italijanskem renesančnem slikarstvu, nato pa je bila na nizozemskem slikanju zlate dobe iz 17. stoletja postavljena na zelo visoko raven z zelo subtilnimi tehnikami upodabljanja različnih vremenskih razmer in stopnje naravne svetlobe. Potem ko je bil še en razvoj staronizozemskega slikarstva, je do leta 1600 evropsko portretiranje lahko dalo zelo dobro podobnost slikarstvu in kiparstvu, čeprav so teme pogosto idealizirali z gladkimi lastnostmi ali jim dali umetne poze. Slike tihožitij in tihožitja v drugih slikah so igrala pomembno vlogo pri razvoju iluzionističnega slikarstva, čeprav v nizozemskem izročilu cvetličnega slikarstva dolgo ni bilo 'realizma', saj so cvetje vseh letnih časov običajno uporabljali bodisi iz navade sestavljanja kompozicij iz posameznih risb ali kot namerna konvencija; veliki razstavni šopki v vazah, čeprav blizu sodobnim prikazom rezanega cvetja, na katerega so vplivali, so bili povsem netipični za navade iz 17. stoletja, kjer so bile rože razstavljene ena za drugo. Intrigantno je bilo, da je moralo biti tihožitje, ki je vodilo k razvoju iluzionističnega slikarstva, enako pomembno tudi v opuščanju v kubizmu.

### Realizem ali naturalizem kot upodobitev navadnih, vsakdanjih predmetov
Prikaz navadnih, vsakdanjih predmetov v umetnosti ima tudi dolgo zgodovino, čeprav so bili pogosto stisnjeni na robove kompozicij ali prikazani v manjšem obsegu. Deloma je bilo to zato, ker je bila umetnost draga in navadno naročena iz posebnih verskih, političnih ali osebnih razlogov, ki je takšnim prizorom omogočila le razmeroma malo prostora ali truda. Drolerija na robu srednjeveških  iluminiranih rokopisov včasih vsebujejo majhne prizore vsakdanjega življenja, razvoj perspektive pa je v mnogih prizorih, postavljenih na prostem, ustvaril velika območja ozadja, ki bi jih lahko naredili bolj zanimive, če bi vključili majhne figure, ki govorijo o njihovem vsakdanjem življenju. Srednjeveška in zgodnja renesančna umetnost je po konvenciji po navadi pokazala nesvete figure v sodobnem oblačenju, zato tudi religioznih ali zgodovinskih prizorov, postavljenih v antični čas, ni bilo treba prilagajati.
Staronizozemsko slikarstvo je prineslo slikanje portretov ljudi čim nižje družbeni lestvici kot so uspešni flandrijski trgovci, v nekaterih od njih, zlasti Arnolfijeva poroka Jana van Eycka (1434) in pogosteje v verskih prizorih, kot je triptih oltarja Mérode, avtorja Roberta Campina in njegove delavnice (okrog 1427), vključujejo zelo podrobne upodobitve notranjosti srednjega razreda, polne ljubeče upodobljenih predmetov. Vendar so ti predmeti vsaj v veliki meri tam, ker vsebujejo plasti kompleksnega pomena in simbolike, ki podrejajo kakršno koli zavezanost realizmu zaradi sebe. Cikli Delo mesecev poznosrednjeveške umetnosti, katerih številni primeri so preživeli iz knjige uric, se osredotočajo na kmete, ki se skozi letne čase ukvarjajo z različnimi nalogami, pogosto v bogatem krajinskem ozadju in so bili pomembni tako pri razvoju krajinske umetnosti kot v upodobitvah vsakdanjih delavskih ljudi.
V 16. stoletju se je pojavljala moda za upodabljanje prizorov ljudi na velikih slikah, ki delajo, zlasti na tržnicah s hrano in kuhinjah: v mnogih je hrana deležna tolikšnega pomena kot delavci. Umetnika sta Pieter Aertsen in njegov nečak Joachim Beuckelaer na Nizozemskem, ki delujeta v bistvu manierističnem slogu, v Italiji pa mlada[Annibale Carracci v 1580-ih, ki je uporabil zelo zemeljski nepoliran slog, z Bartolomeom Passerottijem nekje med obema. Pieter Bruegel starejši je pripeljal do velikih panoramskih prizorov kmečkega življenja. Takšni prizori so delovali kot uvod v priljubljenost prizorov dela v žanrskem slikarstvu v 17. stoletju, ki so se pojavljali po vsej Evropi, saj je nizozemsko slikarstvo zlate dobe sprožilo več različnih podvrst takšnih prizorov, Bamboccianti (čeprav večinoma iz Nizozemskih dežel) v Italiji in Španiji žanr bodegones ter vpeljava neidealiziranih kmetov v zgodovinske slike Jusepeja de Ribere in Velázqueza. Brata Le Nain v Franciji in številni flamski umetniki, vključno z Adriaenom Brouwerjem in Davidom Teniersom starejšim in mlajšim, so slikali kmete, vendar le redko meščane. V 18. stoletju so majhne slike delavcev ostale priljubljene, večinoma naslikane po nizozemski tradiciji, predvsem pa ženske.
Veliko umetnosti, ki prikazuje običajne ljudi, zlasti v tiskani obliki, je bilo komično in moralistično, toda zdi se, da je zgolj revščina subjektov razmeroma redko del moralnega sporočila. Od srede 19. stoletja naprej se je to spremenilo, poudarjale so se težave življenja revnih. Kljub temu, da ta trend sovpada z obsežnimi migracijami s podeželja v večini Evrope, so slikarji še vedno po navadi slikali revne podeželske ljudi, pri čemer so ilustratorji, kot je Gustave Doré, v veliki meri prikazali grozote mestnih slumov. Prenatrpanost mestnih uličnih prizorov je bila priljubljena pri impresionistih in sorodnih slikarjih, zlasti tistih, ki prikazujejo Pariz.
Srednjeveške iluminatorje rokopisov so pogosto zaprosili za ponazoritev tehnologije, vendar so se po renesansi takšne slike nadaljevale v knjižni ilustraciji in tisku, vendar z izjemo morskega slikarstva v veliki meri izginile v likovni umetnosti do zgodnje industrijske revolucije, prizore ki so jih naslikali nekateri slikarji denimo Joseph Wright iz Derbyja in Philip James de Loutherbourg. Takšnih predmetov se verjetno ni uspelo dobro prodati, opazna je odsotnost industrije, razen nekaj železniških prizorov, v slikarstvu vse do poznega 19. stoletja, ko so dela začeli naročati industrialci ali ustanove v industrijskih mestih, pogosto v velikem obsegu in včasih deležne kvazi-junaške obravnave.
Ameriški realizem, gibanje zgodnjega 20. stoletja, je eno izmed mnogih sodobnih gibanj, ki v tem smislu uporabljajo realizem.
- Diego Velázquez, Kosilo kmetov, c. 1620
- Adriaen Brouwer, Notranjost taverne, c. 1630
- Quiringh van Brekelenkam, Notranjost krojačnice, 1653
- Giacomo Ceruti, Klekljarice, 1720-ta
- Jean-Baptiste-Siméon Chardin, Ženska čisti repo, c. 1738, Alte Pinakothek.[4]
- Jean-Baptiste Greuze, Perica, 1761
- Sir Luke Fildes, Vdovec, 1876
- William Bell Scott Železo in premog, 1855–1860

### Realistično gibanje
Realistično gibanje se je začelo sredi 19. stoletja kot reakcija na romantiko in zgodovinsko slikarstvo. Realistični slikarji so v korist upodobitev 'resničnega' življenja uporabljali običajne delavce in navadne ljudi v običajnem okolju kot subjekte svojih del. Glavni slikarji so bili Gustave Courbet, Jean-François Millet, Honoré Daumier in Jean-Baptiste-Camille Corot. Po Rossu Finocchiju, nekdanjem oddelku za evropsko slikarstvo v Metropolitanskem muzeju umetnosti, so realisti uporabili nepreverjen detajl, ki prikazuje obstoj običajnega sodobnega življenja, sovpadajoč v sodobni naturalistični literaturi Zolaja, Balzaca in  Flauberta.
- Gustave Courbet, Drobilca kamenja, 1849
- Jean-François Millet, Paberkovalke, 1857
- Honoré Daumier,Les Joueurs d'échecs (‘Igralca šaha’), 1863
- Jean-Baptiste-Camille Corot, Mladenka bere, 1868
- Jules Bastien-Lepage, Oktober, 1878, National Gallery of Victoria

Francosko realistično gibanje je imelo ustreznike v vseh drugih zahodnih državah, razvijalo pa se je nekoliko kasneje. Zlasti skupina Peredvižniki ali Postopači v Rusiji, ki je nastala v 1860-ih in organizirala razstave od leta 1871, je vključevala številne realiste, kot so Ilya Repin, Vasilij Perov in Ivan Šiškin in je imela velik vpliv na rusko umetnost. V Veliki Britaniji so umetniki, kot sta Hubert von Herkomer in Luke Fildes, imeli velik uspeh z realističnimi slikami, ki se ukvarjajo s socialnimi vprašanji.
- Vasily Perov, Utopljenka, 1867
- Vladimir Makovsky, "Filantropi", 1874
- Ilya Repin, Verska procesija v provinci Kursk, 1880–1883
- Hubert von Herkomer, Težki časi 1885

### Realizem ali naturalizem kot upor proti idealizaciji
Realizem ali naturalizem kot slog, ki pomeni iskren, poosebljajoč prikaz predmeta, se lahko uporablja pri upodabljanju katere koli vrste predmetov, brez kakršne koli zavezanosti obravnavanju značilnih ali vsakdanjih. Kljub splošnemu idealizmu klasične umetnosti je tudi to imelo klasične precedense, ki so bili koristni pri obrambi takšnih obravnav v renesansi in baroku. Demetrij iz Alopece je bil kipar iz 4. stoletja pred našim štetjem, čigar delo (vse zdaj izgubljeno) naj bi bilo bolj realizem nad idealno lepoto, med starodavno rimsko republiko pa so celo politiki raje imeli resničen prikaz v portretih, čeprav so se zgodnji cesarji zavzemali za grški idealizem. Goyevi portreti španske kraljeve družine predstavljajo nekakšen vrhunec v pošteni in naravnost neslavni upodobitvi pomembnih oseb.
Ponavljajoč se trend krščanske umetnosti je bil 'realizem', ki je poudarjal človečnost religioznih osebnosti, predvsem Kristusa in njegovo fizično trpljenje v svojem Pasjonu. V skladu s trendi v pobožni literaturi se je to razvilo v poznem srednjem veku, kjer so nekatere poslikane lesene skulpture še posebej groteskne v  upodobitvi Kristusa, prekritega z ranami in krvjo, z namenom gledalca spodbuditi k meditaciji o trpljenju, ki ga je pretrpel Kristus. Take so bile še posebej v Nemčiji in Srednji Evropi. Po opuščanju v renesansi so se podobna dela ponovno pojavila v baroku, zlasti v španskem kiparstvu.
Renesančni teoretiki so odprli razpravo, ki naj bi trajala več stoletij glede pravilnega ravnotežja med risarsko umetnostjo iz opazovanja narave in idealiziranimi oblikami, ki jih običajno najdemo v klasičnih modelih ali na splošno dela drugih umetnikov. Vsi so priznali pomembnost naravnega, mnogi pa so verjeli, da bi ga bilo treba do različnih stopenj idealizirati in vključiti le lepo. Leonardo da Vinci je bil zagovornik čistega preučevanja narave in je želel prikazati celotno paleto posameznih oblik v človeški figuri in drugih stvareh.  Leon Battista Alberti je bil zgodnji idealizator in je poudaril značilno , z drugimi, kot je Michelangelo, ki podpirajo izbiro najlepših - zaradi tega ni hotel delati portretov .
, olje na platnu, 151,1 x 125,1 cm.]]
V 17. stoletju se je razprava nadaljevala, v Italiji se je običajno osredotočalo na kontrast med relativnim 'klasičnim idealizmom' Carraccijev in 'naturalističnim' slogom Caravaggistov ali privržencev Caravaggia, ki so upodabljali religiozne prizore, kot da so postavljeni v zaledne ulice sodobnih italijanskih mest in je uporabil 'naturaliste' kot samoopis. Bellori, ki piše nekaj desetletij po zgodnji smrti Caravaggia in ni podpornik njegovega sloga, se sklicuje na »tiste, ki slavijo v imenu naturalistov« . 
V 19. stoletju je bil 'naturalizem' ali naturalistična šola nekoliko umetno postavljen kot izraz, ki je predstavljal prelomno sub-gibanje realizma, ki se je skušalo (ne povsem uspešno) razlikovati od svojega starša z izogibanjem politiki in socialnim vprašanjem in je rad razglašal za skoraj znanstveno podlago, saj je kot študent naravoslovja igral na občutek naturalista, saj so bile takrat biološke vede splošno znane. Izvajalec izraza je bil francoski likovni kritik Jules-Antoine Castagnary, ki je leta 1863 objavil, da: »Naturalistična šola izjavlja, da je umetnost izraz življenja v vseh fazah in na vseh ravneh in da je njen edini cilj reproduciranje narave z nošnjo svoje največje moči in intenzivnosti: resnica je uravnotežena z znanostjo.« Émile Zola je izraz prevzel s podobnim znanstvenim poudarkom v svojih ciljih v romanu. Veliko naturalistično slikarstvo je zajemalo podoben obseg vsebine kot impresionizem, vendar z uporabo strožjih, bolj tradicionalnih slogov čopičev in v krajinah pogosto z bolj mračnim vremenom. 
Izraz »se je več desetletij neselektivno uporabljal za različne vrste realizma«, pogosto kot vsestranski izraz za umetnost, ki je bila zunaj impresionizma in poznejših gibanj modernizma in tudi ni bila akademska umetnost. Poznejša obdobja francoske Barbizonske šole in Düsseldorfske slikarske šole z njenimi učenci iz številnih držav in v ameriškem regionalizmu 20. stoletja so gibanja, ki jih pogosto opisujejo tudi kot 'naturalistična', čeprav se ta izraz redko uporablja v britanskem slikarstvu . Nekateri nedavni umetnostni zgodovinarji so zmedo še poglobili tako, da so za oznako zahtevali bodisi Courbeta bodisi impresioniste. 
- Poznogotska Pietà iz Lubiąż v Spodnji Šleziji, Poljska, sedaj v National Museum v Varšavi
- Jean-François Raffaëlli, Obrobje Pariza, 1880-ta
- William Bliss Baker, Padli monarhi, 1886
- Pekka Halonen, Pionirji v Kareliji, 1900

## Gledališče
Kaže se, da se je gledališki realizem prvič pojavil v evropski drami v 19. stoletju kot obrobje industrijske revolucije in dobe znanosti. Nekateri so izum fotografije posebej navedli kot osnovo realističnega gledališča, drugi pa menijo, da je povezanost med realizmom in dramo veliko starejša, kar dokazujejo načela dramatičnih oblik, kot je predstavitev fizičnega sveta ki se ujema z resničnostjo.
Dosežek realizma v gledališču je bil usmerjanje pozornosti na družbene in psihološke probleme običajnega življenja. V svojih dramah ljudje nastopajo kot žrtve sil, večjih od sebe, kot posamezniki, ki se soočajo s svetom, ki se hitro pospešuje. Ti pionirski dramatiki se niso bali, da bi svoje like predstavili kot navadne, brezčutne in niso mogli odgovoriti na njihove težave. Ta vrsta umetnosti predstavlja tisto, kar vidimo s človeškimi očmi. Anton Pavlovič Čehov je na primer s kamerami delal, da je reproduciral nezaključeno rezino življenja in razkrinkal retoričen in suasiven značaj realistične teatralnosti. Znanstveniki, kot je Thomas Postlewait, so ugotovili, da je bilo v 19. in 20. stoletju veliko melodramatičnih in realističnih oblik in funkcij, kar se lahko pokaže na način, kako so melodramatični elementi obstajali v realnih oblikah in obratno.
Realistični pristop k gledališču je po drugi svetovni vojni padel v nihilizem in absurd.

## Film
Italijanski neorealizem je bil kinematografsko gibanje, ki je vsebovalo elemente realizma, ki se je razvil v Italiji po drugi svetovni vojni. Med pomembne neorealiste sodijo Vittorio De Sica, Luchino Visconti in Roberto Rossellini. Realistični filmi se na splošno osredotočajo na družbena vprašanja. V filmu obstajata dve vrsti realizma: mirni realizem in estetski realizem. Mirni realizem poskuša s pomočjo narativnih struktur in filmskih tehnik ustvariti 'učinek resničnosti', da ohrani pristnost. Estetski realizem, ki so ga francoski filmski ustvarjalci prvič imenovali v 1930-ih, promoviral pa ga je Andre Bazin v 1950-ih, priznava, da »filma ni mogoče določiti tako, kot bi ga prikazal«, saj obstaja več realizmov; ti ustvarjalci kot takšni uporabljajo lokacijsko snemanje, naravno svetlobo in neprofesionalne igralce, da gledalcu omogočijo, da sam izbere svojo lastno izbiro na podlagi filma, namesto da bi bil manipuliran v 'prednostno branje'. Siegfried Kracauer je znan tudi po trditvi, da je realizem najpomembnejša funkcija kina.
Estetski realistični filmski ustvarjalci uporabljajo dolge posnetke, globoko ostrenje in posnetke 90 stopinj, da zmanjšajo manipulacijo s tem, kar gledalec vidi. Italijanski ustvarjalci neorealizma po drugi svetovni vojni so uporabili obstoječe realistične filmske pristope iz Francije in Italije, ki so nastali v 1960-ih in jih uporabili za ustvarjanje politično naravnanih kinematografov. Francoski filmski ustvarjalci so v 1960-ih posneli nekaj politično usmerjenih realističnih filmov, kot so cinéma vérité in dokumentarni filmi Jeana Roucha. V 1950-ih in 1960-ih so novi britanski, francoski in nemški valovi filmskega ustvarjanja ustvarili filme 'rezine življenja' (npr. kitchen sink realism v Veliki Britaniji).

## Opera
Verismo je bila postromantična operna tradicija, povezana z italijanskimi skladatelji, kot so Pietro Mascagni, Ruggiero Leoncavallo, Umberto Giordano, Francesco Cilea in Giacomo Puccini. Skušali so v opero vnesti naturalizem vplivnih pisateljev poznega 19. stoletja, kot so Émile Zola, Gustave Flaubert in Henrik Ibsen. Ta novi slog je predstavil resnično živo dramo, ki je vsebovala krute in slabe protagoniste nižjega razreda, nekateri pa so jo opisali kot povečano upodobitev realističnega dogodka. Čeprav je zapis veljal za Luiso Miller in La Traviato Giuseppa Verdija kot prvi vzgib verisma, so nekateri trdili, da se je začelo leta 1890 s prvo predstavo Mascagnijeve Cavalleria rusticana, ki je dosegla vrhunec v začetku 19. stoletja. Sledila je Leoncavallova Pagliacci, ki je obravnavala teme nezvestobe, maščevanja in nasilja.